# Akane (pomme)
Pour les articles homonymes, voir Akane.

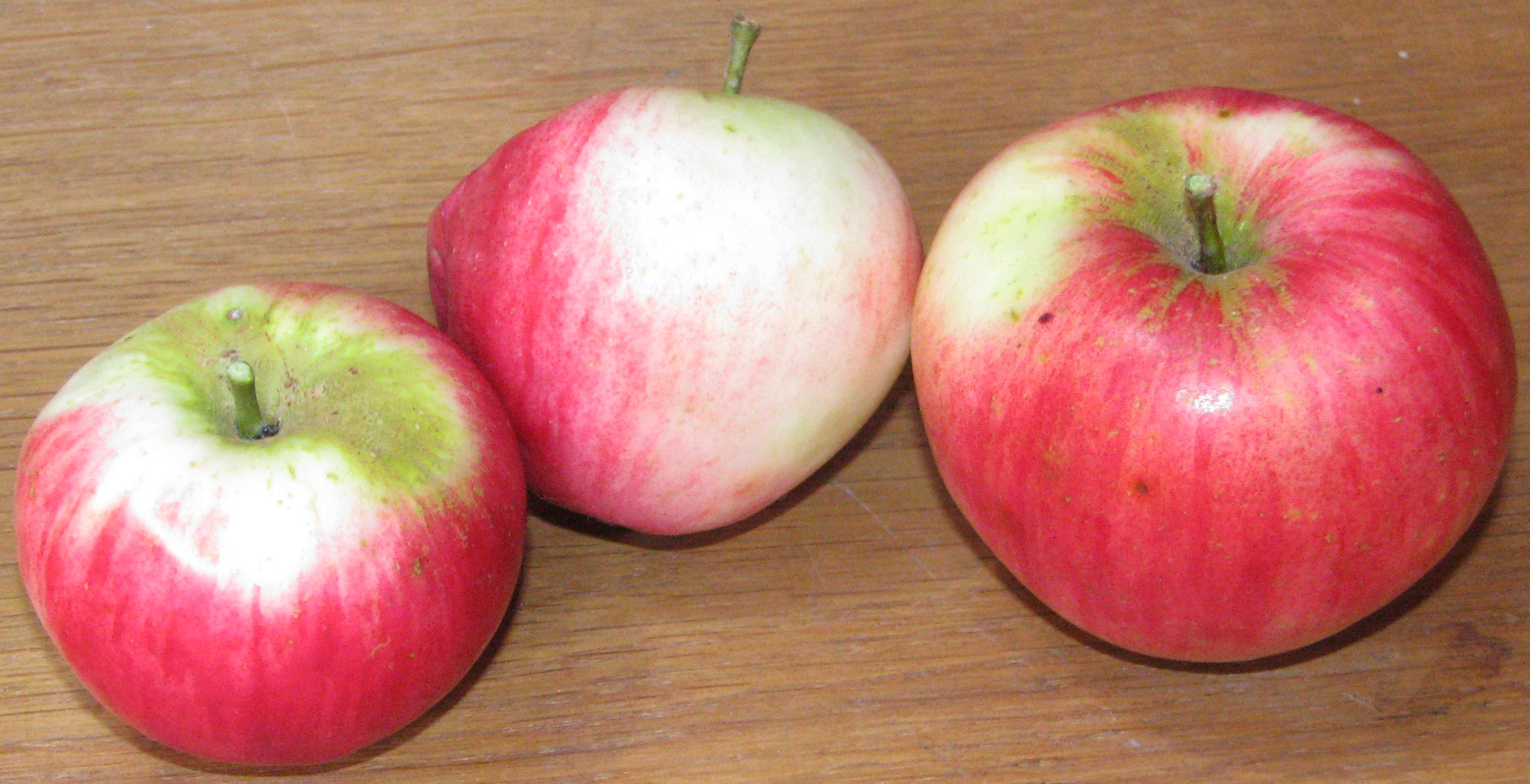
Pommes akane.

Akane (rouge en japonais) est un cultivar de pommier domestique.

## Origine
Cultivar de pommier obtenu au Japon en 1937.

## Synonymes
Primrouge, Tokyo rose.

## Parenté
Issue du croisement 'Jonathan' x 'Worcester pearmain'.
Diploïde, s-génotype s7s24
Ce cultivar a été utilisé comme ressource pour la création de nouvelles variétés: Delorgue, Pomme des Moissons®, Delrouval, Delshel, …

## Description
La pomme Akane est une pomme petite à moyenne.

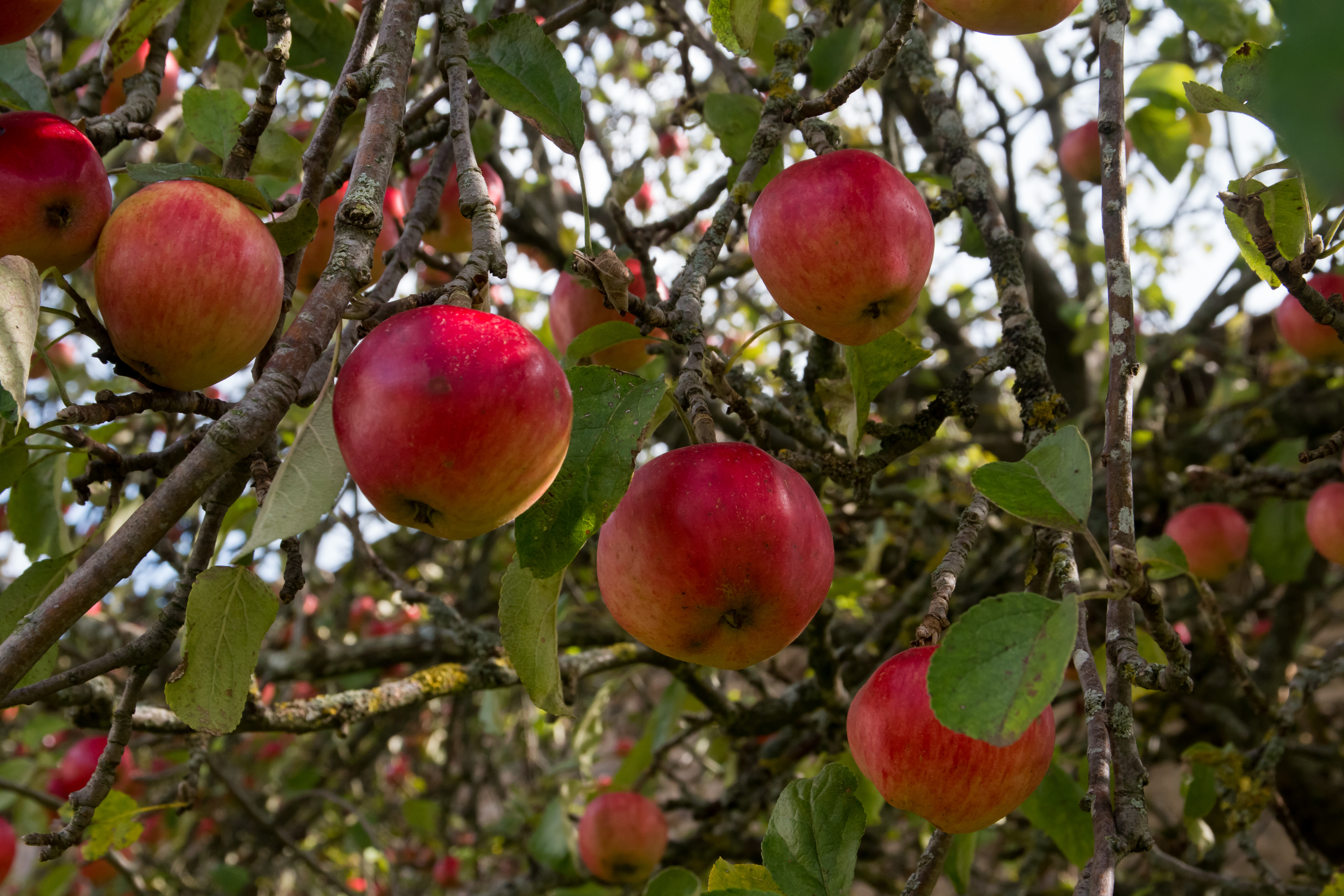
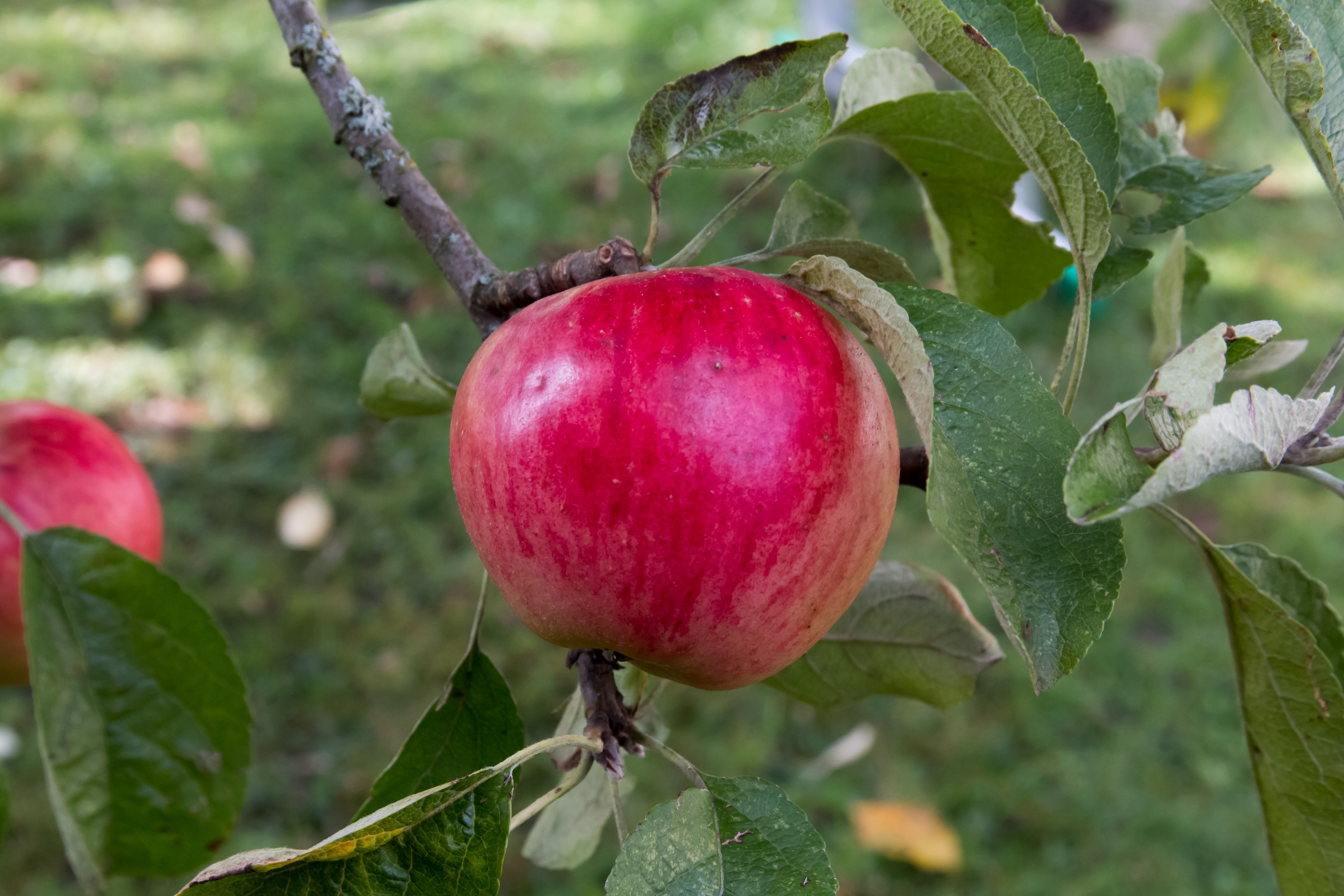

Sa fine peau jaune striée de rouge recouvre une chair blanche, croquante, juteuse, acidulée proche de celle de Jonathan avec le léger goût de fraise de 'Worcester pearmain'.

## Culture

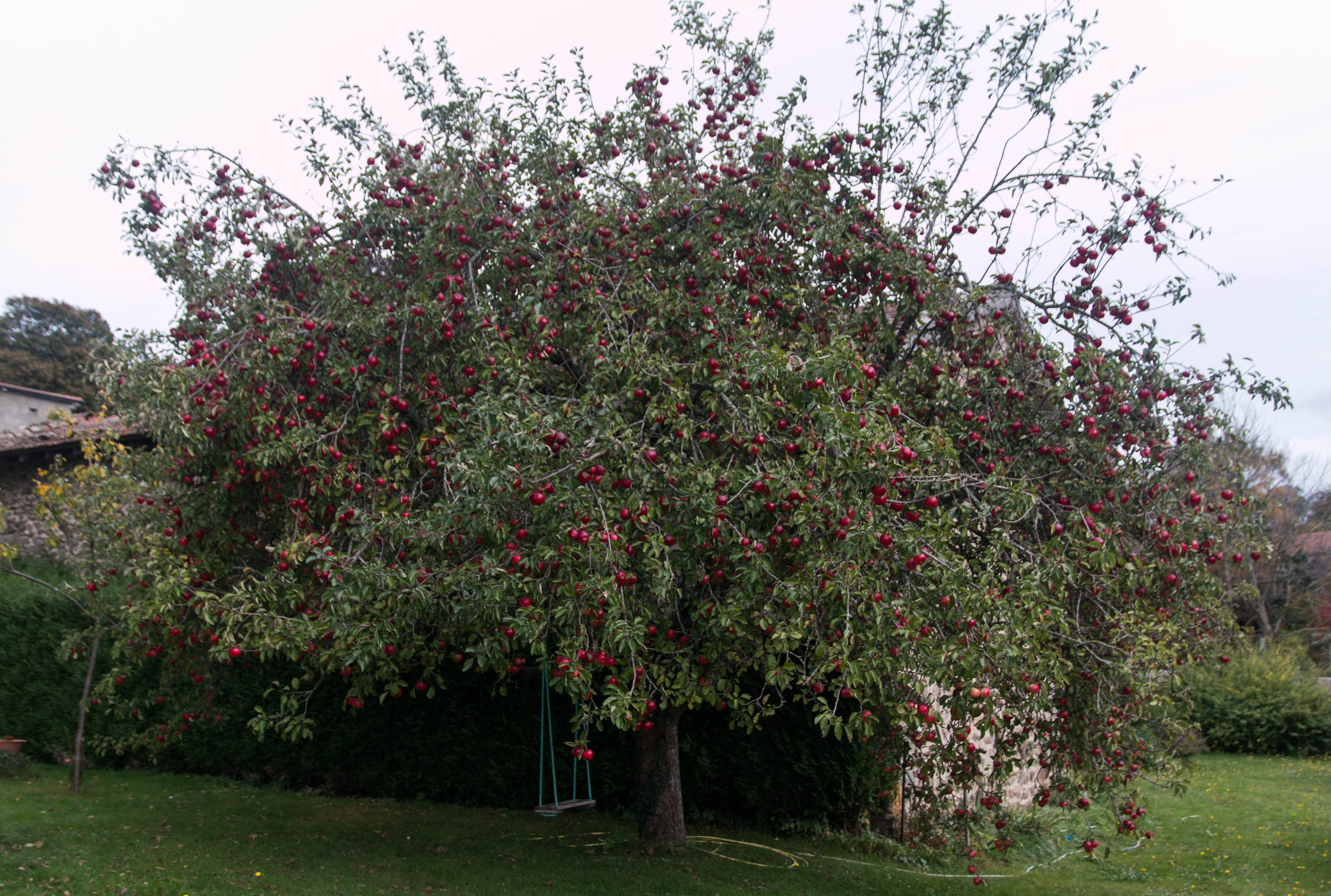
pommier 'Akane'.

Le pommier 'Akane' est rustique mais de vigueur faible à moyenne. De port érigé, il est peu fertile. Il est adapté aux régions chaudes car il n'a pas besoin d'une longue exposition hivernale au froid.
Sa susceptibilité est moyenne à la tavelure du pommier et au feu bactérien. Elle est élevée à l'oïdium et à la rouille. Cette variété n'est donc pas particulièrement recommandée pour les petits jardins familiaux.
Groupe de floraison: B (début de saison).

Il atteint la pleine floraison 3 jours après Golden Delicious et est donc pollinisé par Golden Delicious, Reine des Reinettes ou Idared.
Akane fleurit vers la fin avril mais a besoin de moins de 4 mois (110 jours) pour arriver à maturité. On la récolte donc mi-août et elle se conserve jusqu'à fin avril.